# Trigana Air Service
Trigana Air Service — індонезійська регіональна авіакомпанія зі штаб-квартирою в Джакарті, що працює у сфері регулярних пасажирських перевезень внутрішніми маршрутами.

## Історія
Авіакомпанія почала операційну діяльність на початку 1991 року на двох літаках Beechcraft B200C King Air. До кінця того ж року парк компанії поповнився двома вертольотами Bell 412SP. Ще два лайнери ATR 42 експлуатувалися по мокрому лізингу для авіакомпанії Hainan Airlines на маршрутах з Санья в Хайкоу і Ханой.

## Маршрутна мережа
Маршрутна мережа регулярних перевезень авіакомпанії Trigana Air охоплює 21 пункт призначення всередині країни:
- Амбон — аеропорт Паттімура
- Балікпапан — аеропорт імені султана Аджі Мухамада Сулаймана
- Банджармасін — аеропорт імені Сіамсудіна Ноора
- Берау — аеропорт Берау
- Добо — аеропорт Добо
- Іллага — аеропорт Іллага
- Джакарта — міжнародний аеропорт Сукарно-Хатта — хаб
- Джаяпура — аеропорт Сентані
- Кетапанг — аеропорт імені Рахаді Османа
- Маумере — аеропорт Маумере
- Оксібіл — аеропорт Оксібіл
- Пангкалан-Бан — аеропорт Іскандар
- Понтіанак — міжнародний аеропорт Супадіо
- Танімбар — аеропорт Саумлакі
- Сампіт — аеропорт Сампіт
- Семаранг — міжнародний аеропорт імені Ахмада Яні
- Соло — міжнародний аеропорт Адісумармо
- Сурабая — міжнародний аеропорт імені Джуанда
- Тіміка — аеропорт Тіміка
- Вамена — аеропорт Вамена
- Яхікімо — аеропорт Декай

## Флот

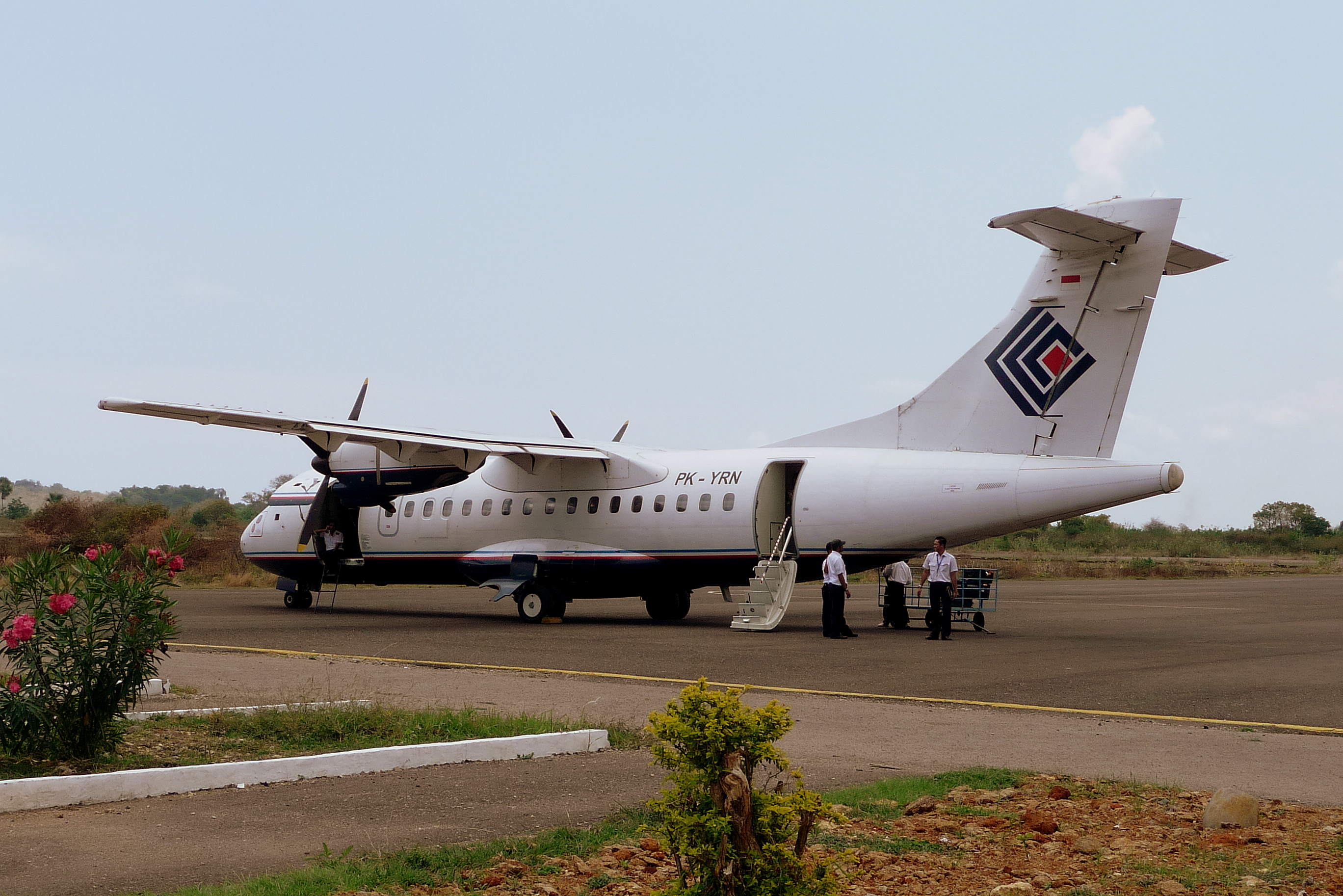
ATR 42 авіакомпанії Trigana Air в аеропорту Комодо (Індонезія), 2008 рік. Зазнав аварії 16 серпня 2015 року

В серпні 2015 року повітряний флот авіакомпанії Trigana Air Service становили такі літаки:

## Обмеження в польотах
З 2007 року Trigana Air Service внесена Європейським Союзом в список авіакомпаній, літакам заборонено використовувати повітряний простір ЄС.

## Авіаподії та інциденти
За всю історію авіакомпанії з її повітряними суднами сталося 14 серйозних пригод, в результаті яких було списано 10 літаків.